# اچ‌ام‌ای‌اس ساوترن کراس
اچ‌ام‌ای‌اس ساوترن کراس (به انگلیسی: HMAS Southern Cross) یک کشتی است که طول آن ۳۴ متر (۱۱۲ فوت) می‌باشد. این کشتی در سال ۱۹۳۳ ساخته شد.